# Alela Diane
Alela Diane Menig, mer känd som Alela Diane, född 20 april 1983, är en amerikansk sångare och låtskrivare ifrån Nevada City, Kalifornien, USA.

## Tidigt liv och utbildning
Alela Diane föddes i Nevada City, Kalifornien den 20 april 1983. Under sin uppväxt sjöng hon med med sina föräldrar, som var musiker, och hon var också med i skolkören. Hon lärde sig gitarr själv, började skriva låtar och hennes första inspelningar släpptes 2003 som Forest Parade. Alela Diane blev inbjuden av Joanna Newsom, också från Nevada City, att göra sina första offentliga soloframträdanden och hon spelade senare med Nevada City-bandet Black Bear, innan hon fortsatte sin solokarriär.

## Karriär

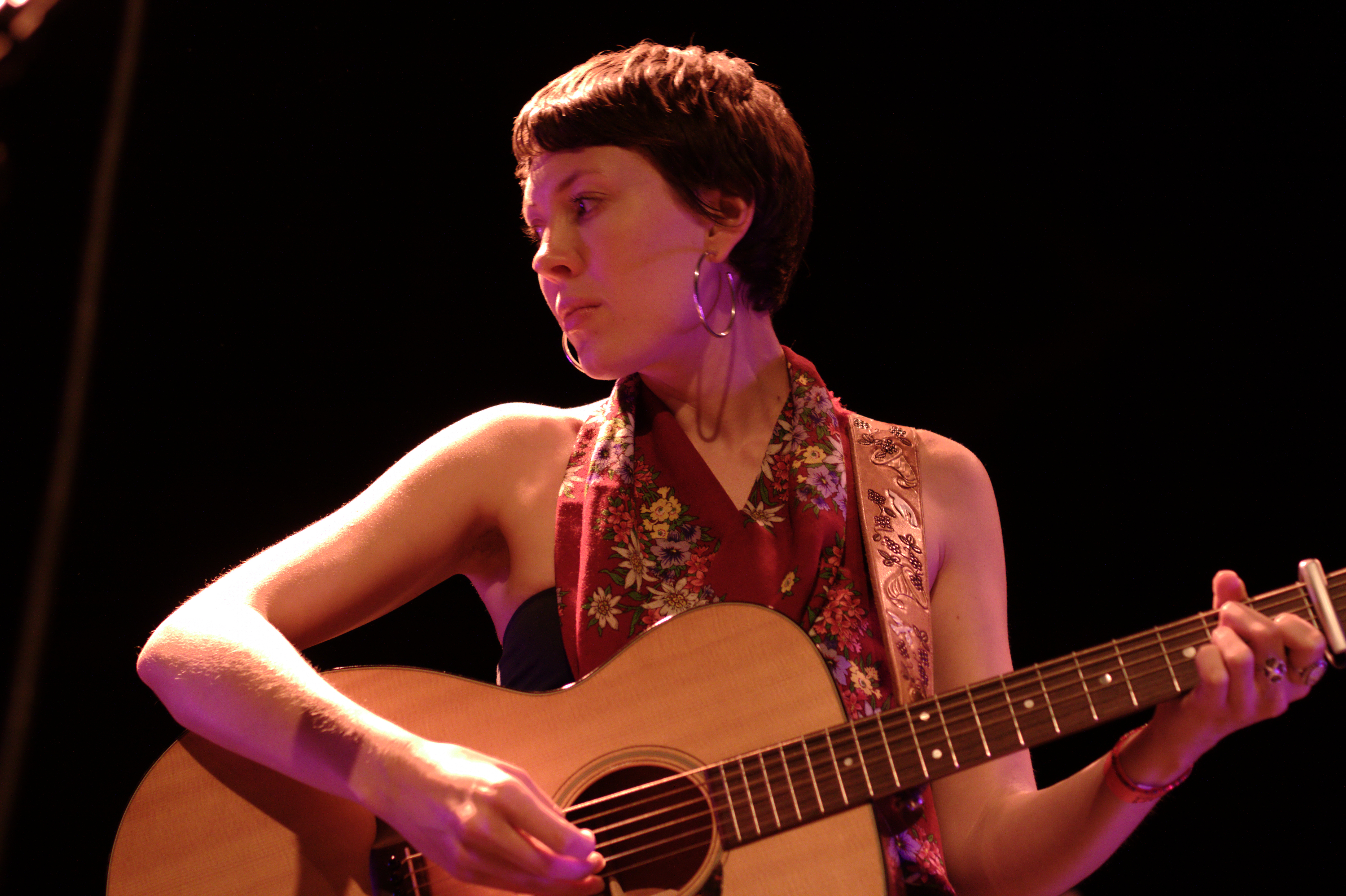
Diane i Tivoli De Helling, 2009

Låtarna till hennes album The Pirate's Gospel skrevs på en resa till Europa. De spelades in i hennes fars studio och Alela Diane gav ursprungligen ut dem på egen hand 2004. Albumet gavs ut i reviderad form av Holocene Music i oktober 2006 och rosades av kritikerna.

## Diskografi
Album
- 2003 – Forest Parade
- 2004 – The Pirate's Gospel
- 2009 – To Be Still
- 2011 – Alela Diane & Wild Divine
- 2013 – About Farewell
- 2015 – Cold Moon
- 2018 – Cusp

EPs
- 2005 – Alela Diane
- 2006 – Songs Whistled Through White Teeth
- 2009 – Alela & Alina (med Alina Hardin)
- 2011 – Home Recordings & B-Sides from the Wild Divine Sessions

Singlar
- 2008 – "The Rifle"
- 2008 – "To Be Still"
- 2011 – "Elijah"

Med Headless Heroes
- 2008 – The Silence of Love (album)
- 2008 – "The North Wind Blew South" (singel)
- 2009 – Headless Heroes (EP)